# Polytoca
Polytoca är ett släkte av gräs. Polytoca ingår i familjen gräs.
Kladogram enligt Catalogue of Life:
| Polytoca | \| \| Polytoca digitata \| \| \| \| \| \| Polytoca wallichiana \| \| \| \| |
|          | \| \| Polytoca digitata \| \| \| \| \| \| Polytoca wallichiana \| \| \| \| |
|          | Polytoca digitata                                                          |
|          |                                                                            |
|          | Polytoca wallichiana                                                       |
|          |                                                                            |